# Wilhelm Arwe
Karl Wilhelm Konrad Arwe (28. ledna 1898 – 8. dubna 1980) byl švédský reprezentační hokejový útočník.
V roce 1920 a 1924 byl členem Švédské hokejové týmu, kde skončil na olympijských hrách stejně čtvrtý. Odehrál tři zápasy a vstřelil dvě branky.